# 在日オランダ人
在日オランダ人（ざいにちオランダじん）は、日本に一定期間在住するオランダ国籍の人々である。

## 統計
日本の法務省の在留外国人統計によると、2023年12月末時点で在日オランダ人の総数は1,805人である。
在留資格別（5位まで）
| 順位 | 在留資格                 | 人数 |
| ---- | ------------------------ | ---- |
| 1    | 永住者                   | 398  |
| 2    | 留学                     | 312  |
| 3    | 技術・人文知識・国際業務 | 276  |
| 4    | 日本人の配偶者等         | 268  |
| 5    | 特定活動                 | 176  |

都道府県別（3位まで）
| 順位 | 都道府県 | 人数 |
| ---- | -------- | ---- |
| 1    | 東京     | 694  |
| 2    | 神奈川   | 159  |
| 3    | 大阪     | 106  |

## 著名人
プロ野球選手
- ウラディミール・バレンティン（キュラソー島出身）
- リック・バンデンハーク
- ルーク・ファンミル
- ヘンスリー・ミューレンス（キュラソー島出身）

サッカー関係者
- ハンス・オフト  - サッカー日本代表監督やJリーグチーム監督を務めた。日本サッカー殿堂掲額者[2]。
- ピム・ファーベーク  - Jリーグチーム監督を務めた。

実業家
- ハロルド・ジョージ・メイ  -  新日本プロレスリング株式会社代表取締役社長、兼最高経営責任者。